# Melanagromyza marellii
Melanagromyza marellii este o specie de muște din genul Melanagromyza, familia Agromyzidae, descrisă de Brethes în anul 1920. Conform Catalogue of Life specia Melanagromyza marellii nu are subspecii cunoscute.